# Чжунъян
Чжунъя́н (кит. упр. 中阳, пиньинь Zhōngyáng) — уезд городского округа Люйлян провинции Шаньси (КНР).

## История
Ещё при империи Западная Хань здесь был образован уезд с названием Чжунъян. При империи Восточная Хань он был присоединён к уезду Лиши.
При империи Северная Чжоу в 579 году из уезда Лиши были выделены уезды Пинъи (平夷县) и Нинсян (宁乡县). При империи Суй уезд Нинсян был присоединён к уезду Лиши. При империи Цзинь в 1195 году уезд Пинъи был переименован в Нинсян.
После Синьхайской революции в связи с тем, что в провинции Хунань существовал уезд с точно таким же названием, уезд Нинсян был в 1914 году переименован в Чжунъян.
В 1949 году был создан Специальный район Фэньян (汾阳专区), и уезд вошёл в его состав. В 1951 году Специальный район Фэньян был расформирован, и уезд вошёл в состав Специального района Синсянь (兴县专区). В 1952 году был расформирован и Специальный район Синсянь, и уезд перешёл в состав Специального района Юйцы (榆次专区). В 1958 году уезд Чжунъян был объединён с уездом Лишань (离山县) в уезд Лиши, но в 1960 году воссоздан, оказавшись в составе Специального района Цзиньчжун (晋中专区). В 1967 году Специальный район Цзиньчжун был переименован в Округ Цзиньчжун (晋中地区).
В 1971 году был образован Округ Люйлян (吕梁地区), и уезд перешёл в его состав.
Постановлением Госсовета КНР от 23 октября 2003 года с 2004 года округ Люйлян был расформирован, а вместо него образован городской округ Люйлян.

## Административное деление
Уезд делится на 5 посёлков и 2 волости.